# Bahnstrecke Annecy–Albertville
| Streckennummer (SNCF): | 898 000              |                                            |                                            |
| Streckenlänge: | 45,35 km             |                                            |                                            |
| Spurweite: | 1435 mm (Normalspur) |                                            |                                            |
| Maximale Neigung: | 20 ‰                 |                                            |                                            |
| |                      |                                            |                                            |
| \| \| \| von Annemasse \| \| \| \| 0,00 \| Annecy \| 449 m \| \| \| 0,57 \| nach Aix-les-Bains \| nach Aix-les-Bains \| \| \| 1,70 \| Anschluss ZI de Vovray \| Anschluss ZI de Vovray \| \| \| 2,36 \| \| \| \| \| \| Tunnel de la Puya (1526 m) \| \| \| \| 3,89 \| \| \| \| \| 6,4_ \| Sevrier \| 448 m \| \| \| 9,9_ \| Saint-Jorioz \| 458 m \| \| \| 12,8_ \| Duingt \| 455 m \| \| \| \| Tunnel de Duingt (188 m) \| \| \| \| 15,27 \| Brédannaz \| Brédannaz \| \| \| 15,32 \| Anschluss Bozel-Malétra \| Anschluss Bozel-Malétra \| \| \| 16,90 \| Lathuile \| 449 m \| \| \| 19,13 \| Doussard \| 467 m \| \| \| 21,91 \| Giez \| 465 m \| \| \| 25,35 \| Faverges \| 504 m \| \| \| \| Viaduc sur le torrent de la (Chaise, 25 m) \| \| \| \| 29,54 \| Marlens \| 452 m \| \| \| 31,21 \| Departementsgrenze Haute-Savoie/Savoie \| Departementsgrenze Haute-Savoie/Savoie \| \| \| 33,87 \| Anschluss Les Fils de Jules Bianco \| Anschluss Les Fils de Jules Bianco \| \| \| 35,60 \| Streckenende mit Prellbock \| Streckenende mit Prellbock \| \| \| 36,20 \| Ugine \| 411 m \| \| \| \| Viaduc (Chaise, 24 m) \| \| \| \| \| Ende des elektrifizierten Abschnitts \| \| \| \| \| Anschluss Ugitech \| \| \| \| 39,65 \| Marthod \| 380 m \| \| \| \| Tunnel d’Albertville (646 m) \| \| \| \| 45,35 \| Albertville \| 338 m \| \| \| \| nach Bourg-Saint-Maurice \| \| \| \| \| Systemwechsel 1,5 kV / 25 kV 50 Hz \| \| \| \| \| nach Saint-Pierre-d’Albigny \| \| |                      |                                            |                                            |
| Strecke |                      | von Annemasse                              | von Annemasse                              |
| Bahnhof | 0,00                 | Annecy                                     | 449 m                                      |
| Abzweig ehemals geradeaus und nach rechts | 0,57                 | nach Aix-les-Bains                         | nach Aix-les-Bains                         |
| Abzweig geradeaus und nach rechts (Strecke außer Betrieb) | 1,70                 | Anschluss ZI de Vovray                     | Anschluss ZI de Vovray                     |
| Tunnelanfang (Strecke außer Betrieb) | 2,36                 |                                            |                                            |
| Strecke (außer Betrieb) (im Tunnel) |                      | Tunnel de la Puya (1526 m)                 | Tunnel de la Puya (1526 m)                 |
| Tunnelende (Strecke außer Betrieb) | 3,89                 |                                            |                                            |
| Bahnhof (Strecke außer Betrieb) | 6,4_                 | Sevrier                                    | 448 m                                      |
| Bahnhof (Strecke außer Betrieb) | 9,9_                 | Saint-Jorioz                               | 458 m                                      |
| Bahnhof (Strecke außer Betrieb) | 12,8_                | Duingt                                     | 455 m                                      |
| Tunnel (Strecke außer Betrieb) |                      | Tunnel de Duingt (188 m)                   | Tunnel de Duingt (188 m)                   |
| Haltepunkt / Haltestelle (Strecke außer Betrieb) | 15,27                | Brédannaz                                  | Brédannaz                                  |
| Blockstelle (Strecke außer Betrieb) | 15,32                | Anschluss Bozel-Malétra                    | Anschluss Bozel-Malétra                    |
| Bahnhof (Strecke außer Betrieb) | 16,90                | Lathuile                                   | 449 m                                      |
| Bahnhof (Strecke außer Betrieb) | 19,13                | Doussard                                   | 467 m                                      |
| Bahnhof (Strecke außer Betrieb) | 21,91                | Giez                                       | 465 m                                      |
| Bahnhof (Strecke außer Betrieb) | 25,35                | Faverges                                   | 504 m                                      |
| Brücke über Wasserlauf (Strecke außer Betrieb) |                      | Viaduc sur le torrent de la (Chaise, 25 m) | Viaduc sur le torrent de la (Chaise, 25 m) |
| Bahnhof (Strecke außer Betrieb) | 29,54                | Marlens                                    | 452 m                                      |
| Grenze (Strecke außer Betrieb) | 31,21                | Departementsgrenze Haute-Savoie/Savoie     | Departementsgrenze Haute-Savoie/Savoie     |
| Blockstelle (Strecke außer Betrieb) | 33,87                | Anschluss Les Fils de Jules Bianco         | Anschluss Les Fils de Jules Bianco         |
| | 35,60                | Streckenende mit Prellbock                 | Streckenende mit Prellbock                 |
| Dienststation / Betriebs- oder Güterbahnhof | 36,20                | Ugine                                      | 411 m                                      |
| Brücke über Wasserlauf |                      | Viaduc (Chaise, 24 m)                      | Viaduc (Chaise, 24 m)                      |
| |                      | Ende des elektrifizierten Abschnitts       |                                            |
| Abzweig geradeaus und von links |                      | Anschluss Ugitech                          | Anschluss Ugitech                          |
| ehemaliger Haltepunkt / Haltestelle | 39,65                | Marthod                                    | 380 m                                      |
| Tunnel |                      | Tunnel d’Albertville (646 m)               | Tunnel d’Albertville (646 m)               |
| Bahnhof | 45,35                | Albertville                                | 338 m                                      |
| Abzweig geradeaus und nach links |                      | nach Bourg-Saint-Maurice                   | nach Bourg-Saint-Maurice                   |
| |                      | Systemwechsel 1,5 kV / 25 kV 50 Hz         |                                            |
| Strecke |                      | nach Saint-Pierre-d’Albigny                | nach Saint-Pierre-d’Albigny                |

Die Bahnstrecke Annecy–Albertville ist eine noch teilweise erhaltene normalspurige Eisenbahnstrecke in den französischen Départements Haute-Savoie und Savoie in der Region Auvergne-Rhône-Alpes. Bis auf den Abschnitt Albertville–Stahlwerk Ugine wurde sie nie elektrifiziert. Sie gehört heute dem staatlichen Schieneninfrastrukturunternehmen SNCF Réseau.

## Geschichte

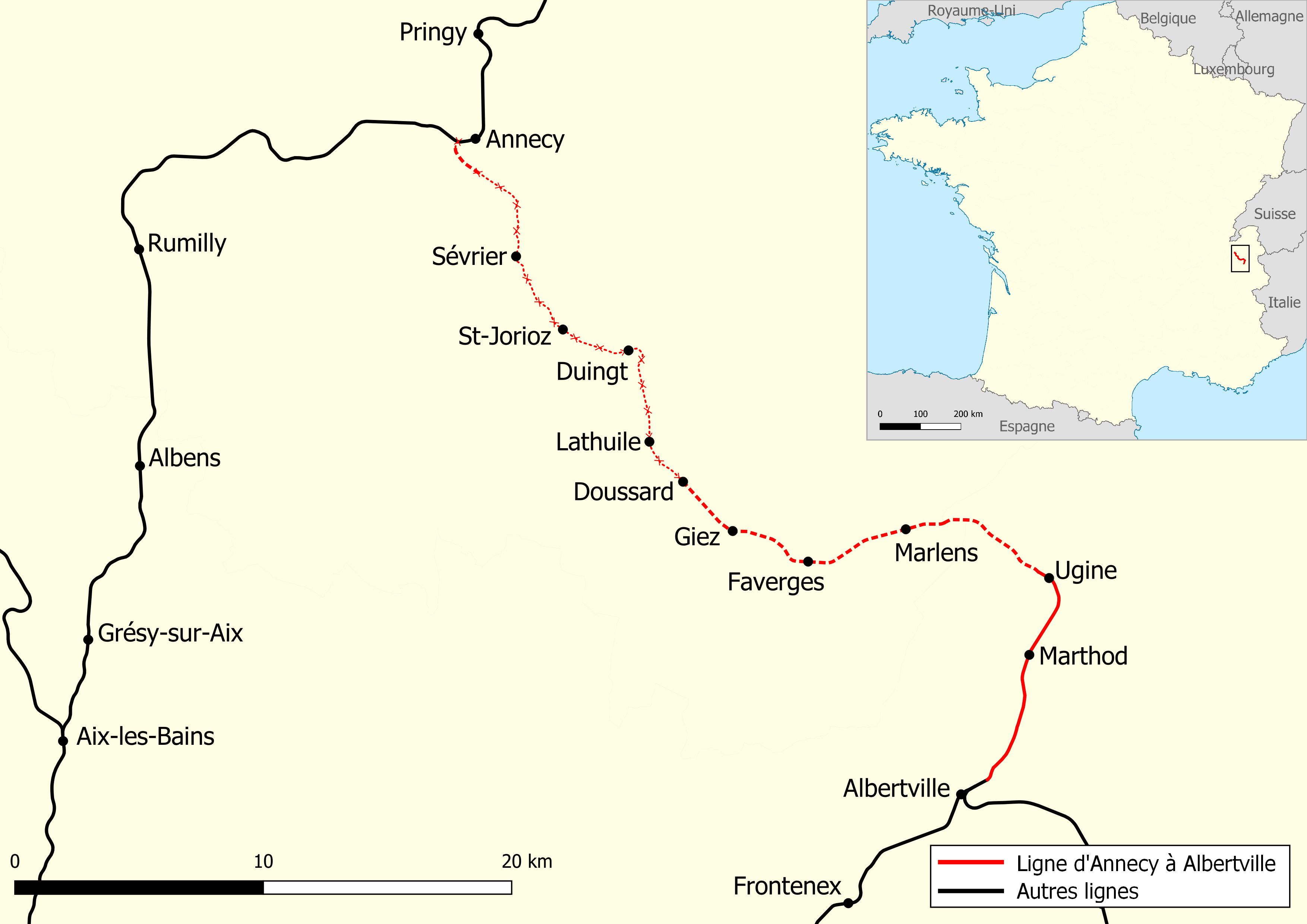
Streckenverlauf

Das Projekt einer Eisenbahnstrecke zwischen Annecy und Albertville wurde 1856 erstmals vorgeschlagen, und am 15. August 1857 erließ das Königreich Piemont-Sardinien ein Gesetz über den Bau einer entsprechenden Strecke durch die Eisenbahngesellschaft Victor-Emmanuel. Das Vorhaben verzögerte sich allerdings, durch den Ausbruch des Sardinischen Kriegs 1859 und den Wiederanschluss Savoyens an Frankreich 1860, ausgehandelt im Vertrag von Turin. 1863 wurde das Unternehmen von Frankreich aus der Verpflichtung entlassen, die Strecke zu bauen.
Ein Gesetz vom 17. Juli 1879, das den Bau von 181 Eisenbahnstrecken von öffentlichem Interesse vorsah, führte die Strecke Albertville–Annecy unter der Nummer 126 auf. Die in Frankreich notwendige déclaration d’utilité publique (Deklaration des Gemeinnutzens) erfolgte am 21. August 1882, die Konzessionserteilung an die Compagnie Paris-Lyon-Méditerranée (PLM) am 2. August 1886. Begonnen wurden die Arbeiten erst im Juli 1897; am 3. Juni 1901 wurde die eingleisige Strecke eingeweiht.
Der Personenverkehr auf der Strecke wurde im Mai 1938 eingestellt; für den Güterverkehr verblieb die Strecke vorerst durchgehend. Im April 1953 wurde der Abschnitt zwischen Saint-Jorioz und dem Gleisanschluss des Unternehmens Bozel-Malétra in Brédannaz auch für den Güterverkehr geschlossen; als erster Abschnitt der Strecke wurde er im Februar 1964 stillgelegt. Im August 1966 wurde der Abschnitt zwischen dem Industriegebiet von Annecy und Saint-Jorioz für den Güterverkehr geschlossen; die Stilllegung dieses Abschnitts unter Aufgabe des Puya-Tunnels erfolgte im Juli 1969. Ende Oktober 1970 wurde in Annecy auch die Reststrecke zum Puya-Tunnel in der Rue de la Cité ab Streckenkilometer 1,70 stillgelegt, dem Abzweig der Anschlussgleisanlage Vovray.
Zum Streckenabbau fehlen genauere Daten, um 1974 dürfte das alte Bahntrasse zwischen Sevrier und Brédannaz als Radweg geöffnet worden sein.
Im Januar 1989 wurde der Abschnitt, ab dem Gleisanschluss des Unternehmens Les Fils de Jules Bianco (Kilometer 33,87), bis zum ehemaligen Gleisanschluss der Bozel-Malétra (Kilometer 15,32) für den Güterverkehr geschlossen. Gut 10 Jahre später wurde am 20. Mai 1999 schließlich auch der Abschnitt zwischen Ugine und dem ehemaligen Gleisanschluss der Fils de Jules Bianco für den Güterverkehr geschlossen. Auf denselben Termin hin wurde der Abschnitt zwischen Brédannaz und der Departementsgrenze zwischen Haute-Savoie und Savoie bei Streckenkilometer 31,21 endgültig stillgelegt.
Zwischen Doussard und Giez wurde der Oberbau um 2000 entfernt, zwischen Giez und Ugine um 2004 und 2005. Auf dem Gebiet des Département Haute-Savoie entstand dabei der durchgehende Bahntrassenradweg Voie verte du lac d’Annecy, der 2004 im Norden an Annecy angebunden wurde; der südliche Teil zwischen Doussard und Marlens entstand zwischen 2005 und 2007.
Der knapp zwei Kilometer lange Abschnitt in Annecy diente als Anschlussgleis des Industriegebiets Vovray, wo sich dazumal unter anderem das Mineralöl-Tanklager Dépot Pétrolier de Haute-Savoie der Raffinerie du Midi befand. Die Bedienung wurde 2008 eingestellt und die Strecke für den Güterverkehr geschlossen. Mit Stand September 2017 war das Trassee noch weitgehend erhalten, der Oberbau allerdings teilweise bereits entfernt.

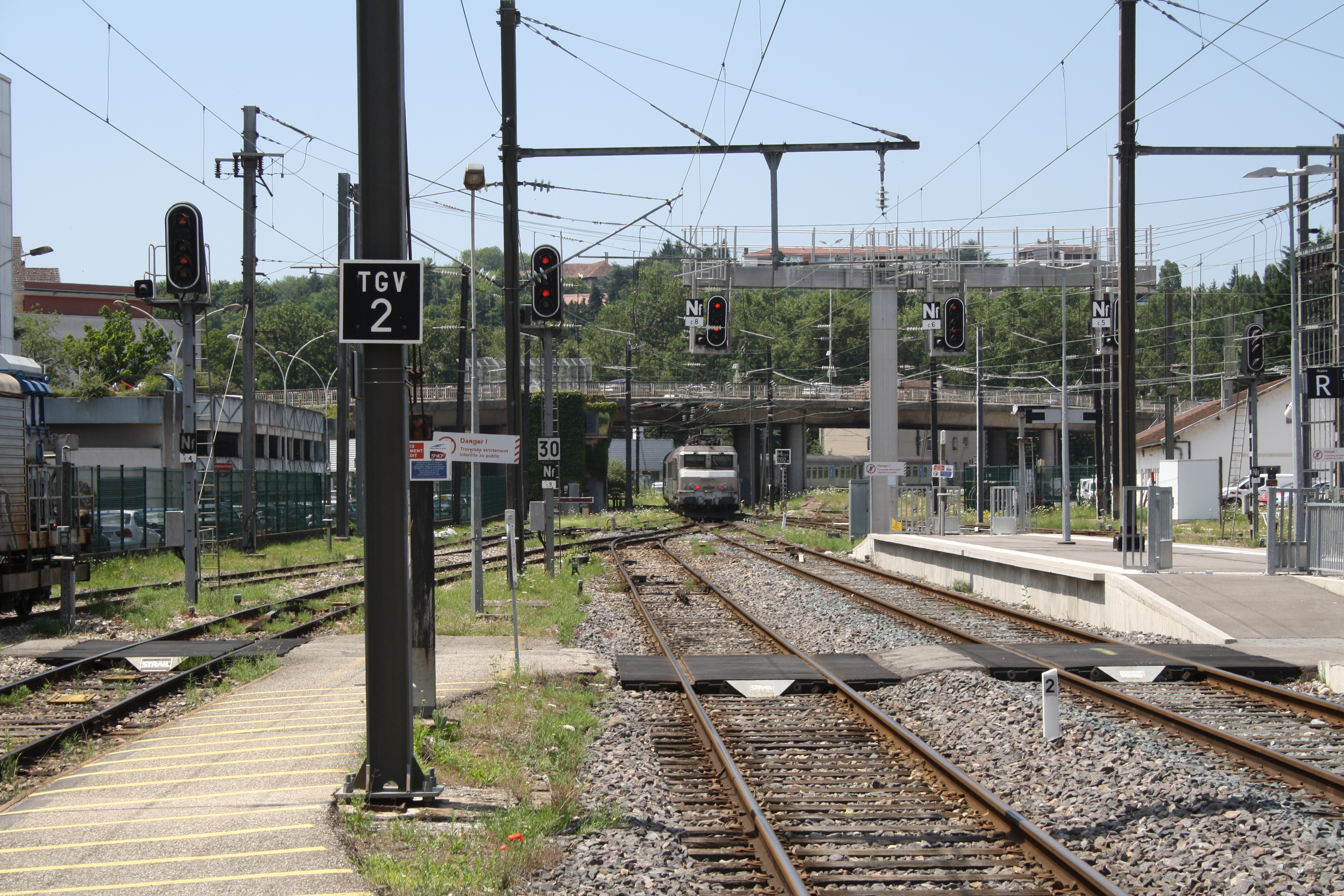
Westkopf des Bahnhofs Annecy mit in Richtung Aix-les-Bains ausfahrender Zweisystemlokomotive BB 22271 unter Wechselstrom-Oberleitung
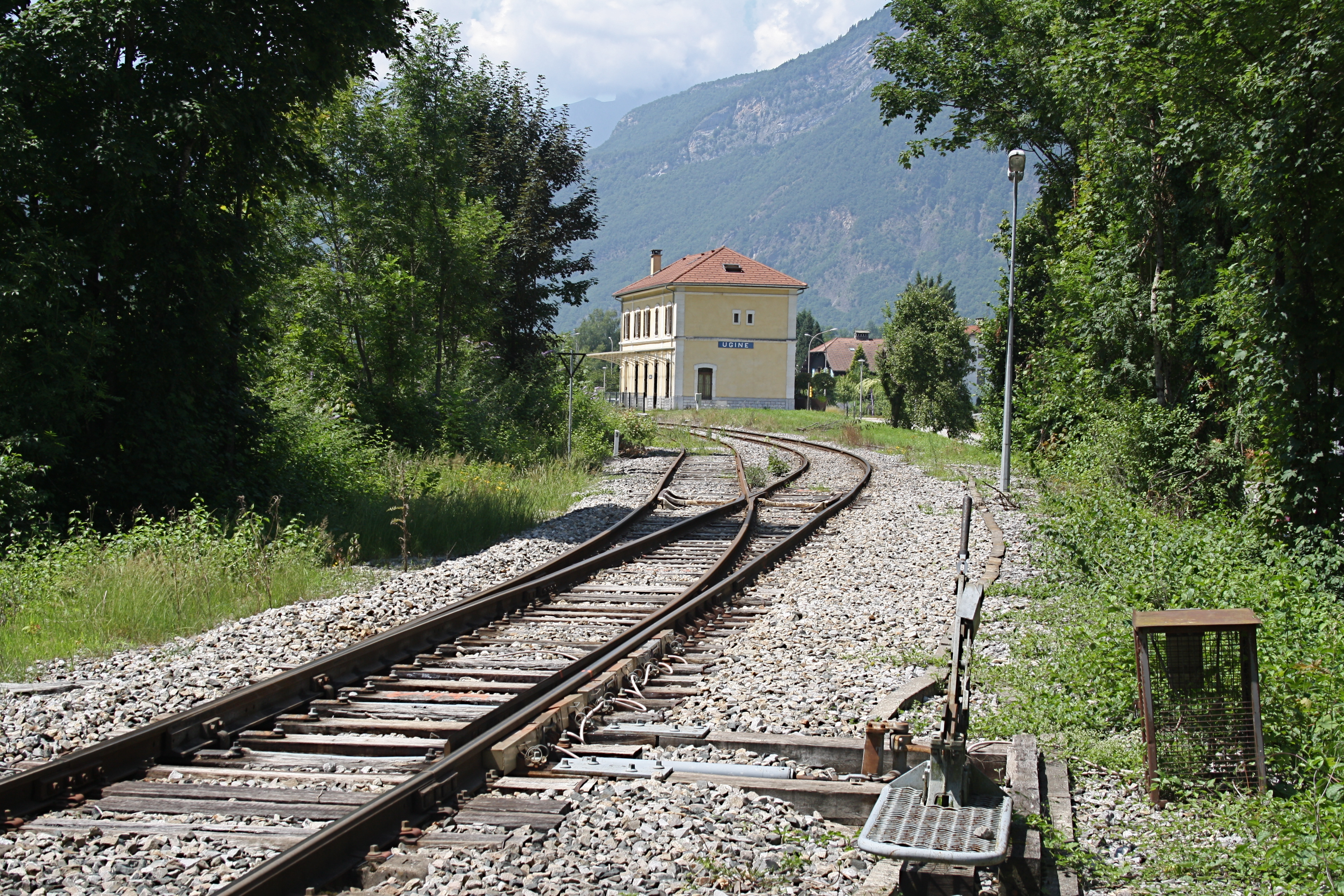
Bahnhof Ugine von Süden gesehen
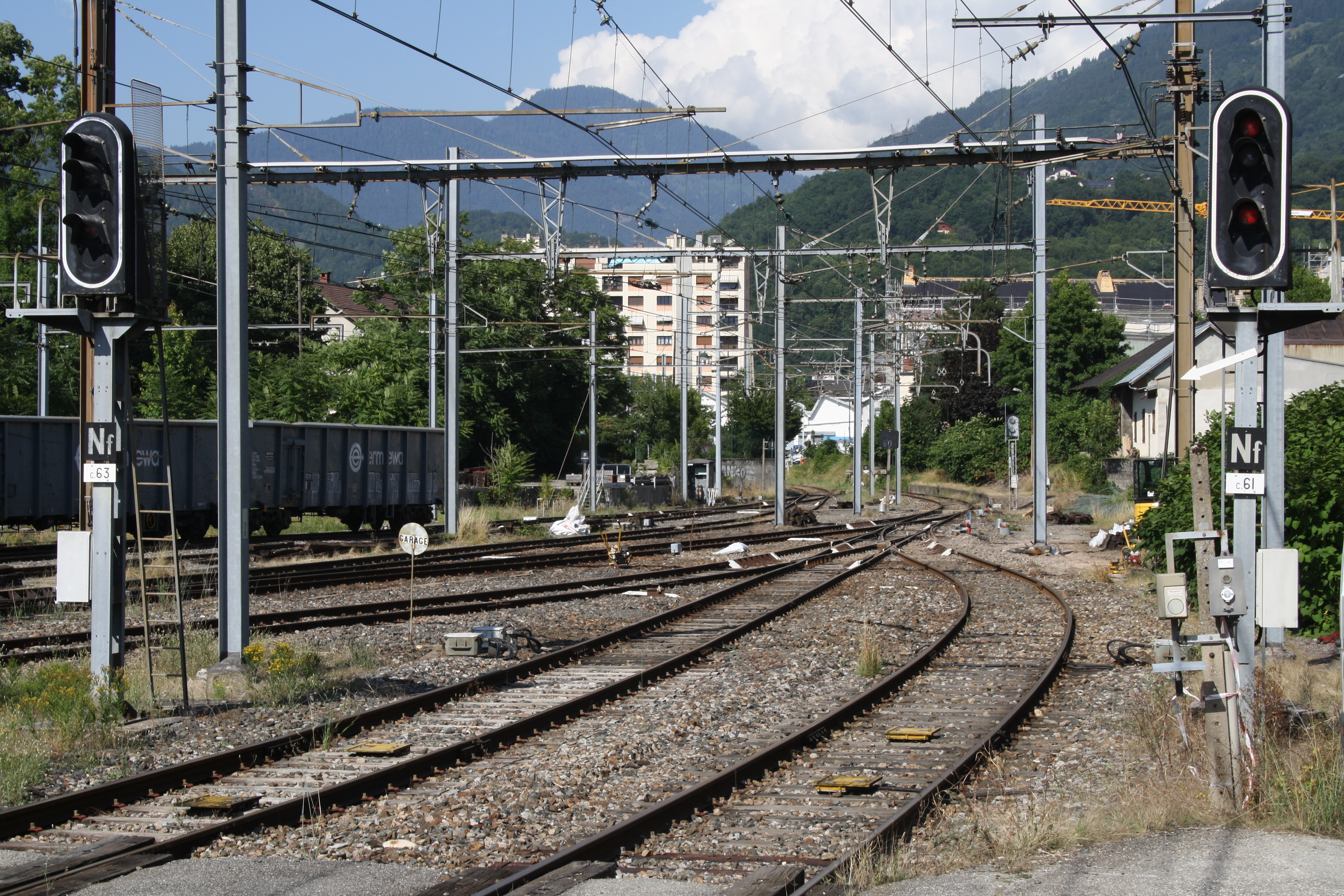
Ostkopf des Bahnhofs Albertville mit Gleichstrom-Oberleitungen, links das Streckengleis nach Ugine

## Betrieb
Von Albertville her existieren rund zehn Kilometer der Strecke bis Ugine und sind für den Güterverkehr offen. Die Gleisanlage endete mit Stand 2021 in Richtung Annecy rund 450 Meter nach dem Empfangsgebäude des Bahnhofs Ugine an einem Prellbock; das darauf folgende ehemalige Trassee wurde in einen Radweg umgewandelt. Gut einen Kilometer vor dem Bahnhof von Ugine liegt ein Abzweig der Anschlussgleisanlage des wichtigsten Güterkunden an der Strecke, dem weitläufigen Stahlwerk der Ugitech-Gruppe, die mittlerweile zum Giessereikonzern Schmolz + Bickenbach gehört. Von Albertville bis ins Stahlwerk hinein ist die Strecke mit Gleichspannung (1500 V) elektrifiziert.

## Zeitzeugen

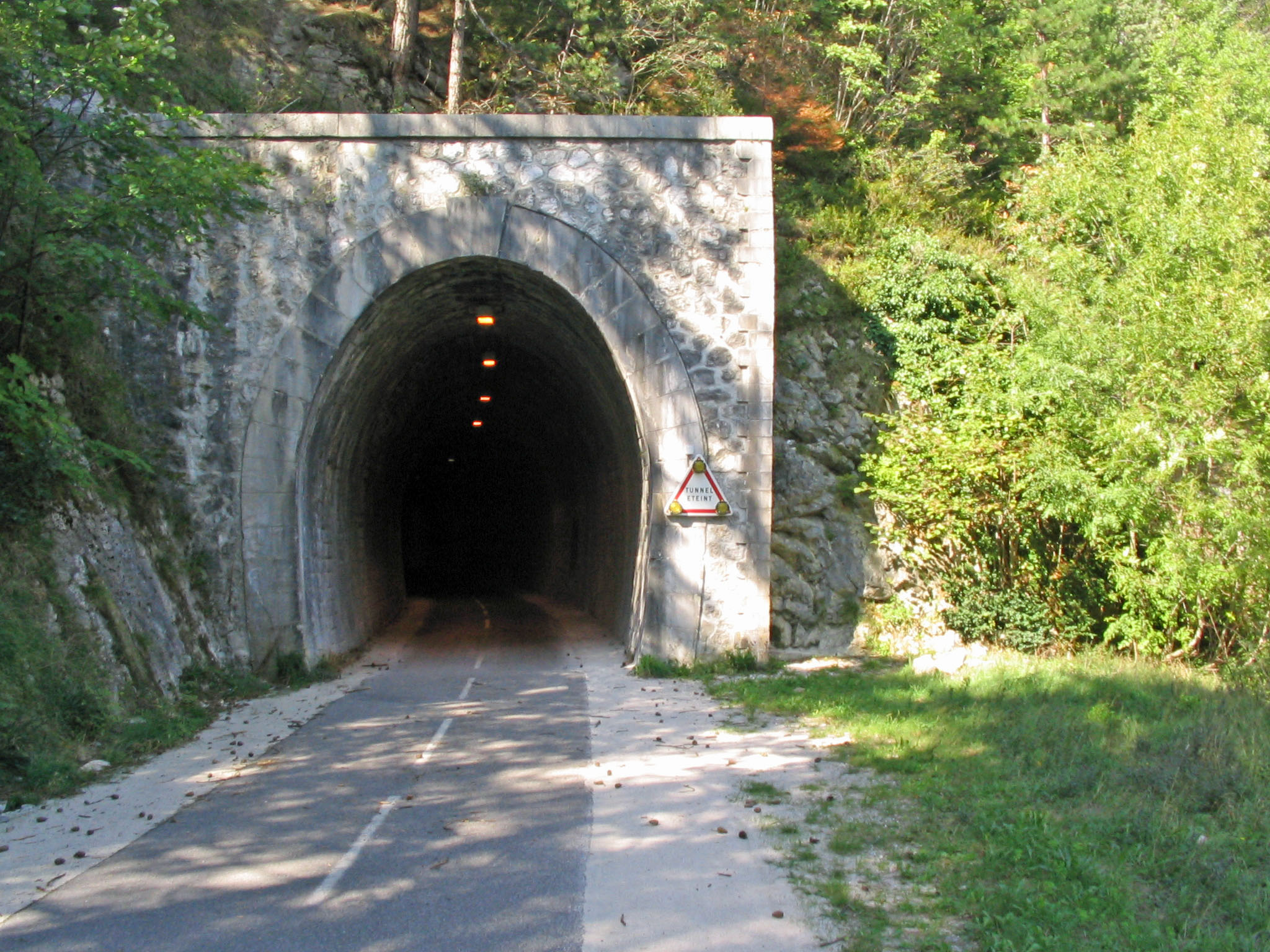
Bahntrassenradweg durch den Tunnel bei Duingt

In Brédannaz ist neben dem renovierten ehemaligen Stations- bzw. Wärterhäuschen auf einem Gleisstück neben dem Radweg die Lokomotive „1911“ als Denkmal aufgestellt.
Der Tunnel bei Duingt ist Teil des Bahntrassenradwegs und als solcher asphaltiert und beleuchtet. Der Tunnel de la Puya ist vorhanden und unzugänglich mit Toren verschlossen; unter anderem wurden und werden die Neunutzung für eine Entlastungsstraße, eine Stadtbahn oder ein Metrobus-System diskutiert.
Durch die Nutzung als Bahntrassenradweg ist die gesamte ehemalige Trasse vom Ostportal des Tunnel de la Puya in Beau Rivage (Gemeinde Sevrier) bis zum Prellbock in Ugine nachvollziehbar. Kleinere Abweichungen bestehen an ehemaligen Bahnübergängen, die mittlerweile zu Kreisverkehren ausgebaut wurden, sowie bei einzelnen ehemaligen Bahnhofsparzellen. Vereinzelt sind auch noch ehemalige Bahngebäude vorhanden.